# کیلنگسکا خوتا
کیلنگسکا خوتا (به لهستانی:  Kieleńska Huta) یک روستا در لهستان است که در گمینا شمود واقع شده‌است. کیلنگسکا خوتا  ۲۳۶ نفر جمعیت دارد.